# 佐竹清
佐竹 清（さたけ きよし、昭和3年（1928年） - 平成30年（2018年）6月19日）は、昭和時代から平成時代にかけての版画家。日本版画会審査員、富山県展審査員、越中野外音楽劇団代表を歴任。

## 経歴
昭和3年（1928年） 樺太に生まれる。終戦後に南砺市福光、のちに高岡市に移住し小学校の教員として働く。1951年棟方志功に師事する。当時、福光で開いていた教室に参加し、素質があると褒められて版画と教員の二足のわらじを履くようになった。1953年日本版画院展受賞、1954年国画会展入選し1961年日版会会員となる。1965年第1回個展。1991年自宅に万葉版画館を開館。版画のみならず作曲やアコーディオン演奏、演劇も好み1992年、高岡野外音楽劇に参加し、1995年越中野外音楽劇団代表となる。2003年9月、高岡市万葉歴史館で「佐竹清 越中万葉を彫る」自選展。2018年6月19日没、享年90歳。

## 作品
- 「越中万葉の四季」
- 「「越中万葉史跡国府八景」」
- 「立山賛美」
- 「立山の賦」
- 「岩瀬野の秋」

## 書籍
- 『古稀記念』万葉版画館, 1998.4[2]